# Camino de Suárez
Camino de Suárez es un barrio perteneciente al distrito Bailén-Miraflores de la ciudad andaluza de Málaga, España. Según la delimitación oficial del ayuntamiento, limita al norte con el barrio de La Bresca; al este, con el barrio de La Trinidad; al oeste con Suárez; y al sur con Haza del Campillo.
El nombre del barrio, así como el de los barrios de Suárez y Granja Suárez, no proviene del apellido Suárez, sino del apellido Swerts, nombre de una familia de origen belga que se asentó en la zona en el siglo XVII para dedicarse a la cría de cabras y vacas. En el siglo XIX fue transformado en Suárez, debido a la dificultad de los hispanohablantes para pronunciar el nombre correcto.

## Transportes
En autobús queda conectado mediante las siguientes líneas de la EMT: 
| Línea | Trayecto                         | Recorrido | Frecuencia    |
| ----- | -------------------------------- | --------- | ------------- |
| C1    | Circular 1                       | Recorrido | 12 minutos    |
| C2    | Circular 2                       | Recorrido | 11-12 minutos |
| 6     | Alameda Principal - La Milagrosa | Recorrido | 50 minutos    |
| 15    | La Virreina - Santa Paula        | Recorrido | 11-12 minutos |
| N2    | Plaza de la Marina - Circular    | Recorrido | 50-55 minutos |